# Heinrich August Wrisberg
Heinrich August Wrisberg, född den 20 juni 1739 i Sankt Andreasberg, död den 29 mars 1808 i Göttingen, var en tysk anatom och gynekolog.
Wrisberg, som var professor vid Göttingens universitet, ägde en djup och omfattande lärdom samt är mest känd genom sina många arbeten över det sympatiska nervsystemet, vilka är offentliggjorda i Göttingens vetenskapssocietets skrifter. Efter honom har ganglion Wrisbergii i hjärtats nervnät fått sitt namn.

## Fotnoter
1. 1 2  läs online, www.zobodat.at .[källa från Wikidata]
2. 1 2  läs online, Wiley .[källa från Wikidata]
3. 1 2  läs online, Wiley .[källa från Wikidata]